# Golden State Killer
Pour les articles homonymes, voir GSK.
Golden State Killer, ou GSK (en français, Tueur de l'État d'Or, le Golden State étant le surnom de l'État de Californie), est le nom donné à Joseph DeAngelo, un ancien officier de police américain et tueur en série qui a sévi dans les années 1970 et 1980. Il n'a été appréhendé qu'une quarantaine d'années plus tard, en avril 2018, confondu grâce à la recherche ADN par parentèle.
Accusé d'être l'auteur de treize meurtres, d'une cinquantaine de viols et d'environ 120 cambriolages, tous commis en Californie entre 1974 et 1986, le criminel est connu des médias américains sous plusieurs surnoms : « East Area Rapist » (le violeur du secteur est), « Original Night Stalker » (le premier harceleur nocturne) ou « Diamond Knot Killer » (le tueur au nœud de diamant), et peut-être « Visalia Ransacker » (le vandale de Visalia). Il a fallu en effet une quarantaine d'années pour que les enquêteurs parviennent à établir que ces différentes identités désignaient le même homme, les crimes ayant été commis à différents endroits de Californie et à différentes époques. L'appellation de « Golden State Killer », plus récente, vient du livre, Et je disparaîtrai dans la nuit..., que lui a consacré une spécialiste de true crimes, Michelle McNamara, publié à titre posthume en février 2018 au terme de plusieurs années de recherches.
Après des années de recherches infructueuses, alors que ni son ADN ni celui d'un membre de sa famille n'avaient été retrouvés dans les fichiers ADN des polices américaines, un ADN d'un cousin éloigné est finalement identifié dans une base de données d'une société proposant des services de santé et de généalogie par ADN aux particuliers, première fois au monde où une telle recherche est entreprise, permettant ensuite par d'autres recherches de remonter jusqu'à lui. Le 25 avril 2018, la police procède à l'arrestation dans la banlieue de Sacramento de Joseph DeAngelo, âgé alors de 72 ans et il est inculpé de meurtres.
Le 29 juin 2020, il plaide coupable pour 13 meurtres et reconnaît des dizaines de viols, prescrits, notamment sur des mineures de 13 ans,,. À la suite de cet accord avec le procureur, il échappe à la peine de mort. Le 21 août, il est condamné à onze peines de prison à perpétuité consécutives sans possibilité de libération.

## Biographie
Joseph James DeAngelo Jr. naît le 8 novembre 1945 à Bath, New York. Il est le fils de Kathleen Louise DeGroat et de Joseph James DeAngelo, sergent de l'armée américaine. Il a deux sœurs et un frère cadet. Durant son enfance, un parent rapporte qu'il est témoin du viol de sa sœur de sept ans par deux aviateurs dans un entrepôt en Allemagne de l'Ouest, au sein duquel la famille est installée.
Au cours des années 1950, lors de son enfance et de son adolescence, DeAngelo est maltraité par son père.
De 1959 à 1960, DeAngelo fréquente le Mills Junior High School à Rancho Cordova, en Californie.
De 1961 à 1964, DeAngelo fréquente le lycée Folsom. Il joue également dans l'équipe de baseball universitaire junior de l'école. Au cours de sa scolarité, les procureurs rapportent que DeAngelo est l'auteur de cambriolages et d'actes de torture, en rapportant également qu'il a tué des animaux pendant son adolescence. Il quitte le lycée après avoir reçu son certificat GED en 1964.
DeAngelo rejoint la marine américaine en septembre 1964, à l'âge de 18 ans et demi. Il sert pendant 22 mois, lors de la Guerre du Viêt Nam, en tant que contrôleur des avaries sur le croiseur USS Canberra et du destroyer USS Piedmont. Il quitte la marine en juillet 1966.
À partir d'août 1968, DeAngelo fréquente le Sierra College de Rocklin, en Californie, où il obtient un diplôme d'associé en sciences policières, avec mention. Il fréquente l'Université d'État de Sacramento en 1971, où il obtient un baccalauréat en justice pénale.
Au début des années 1970, DeAngelo suit des cours de troisième cycle et une formation policière complémentaire au College of the Sequoias de Visalia, puis effectue un stage de police de 32 semaines au service de police de Roseville.

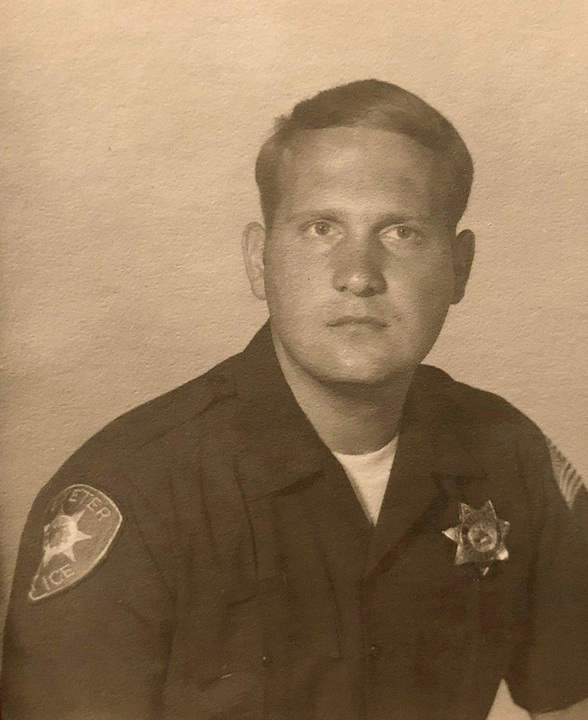
Joseph James DeAngelo en 1974.

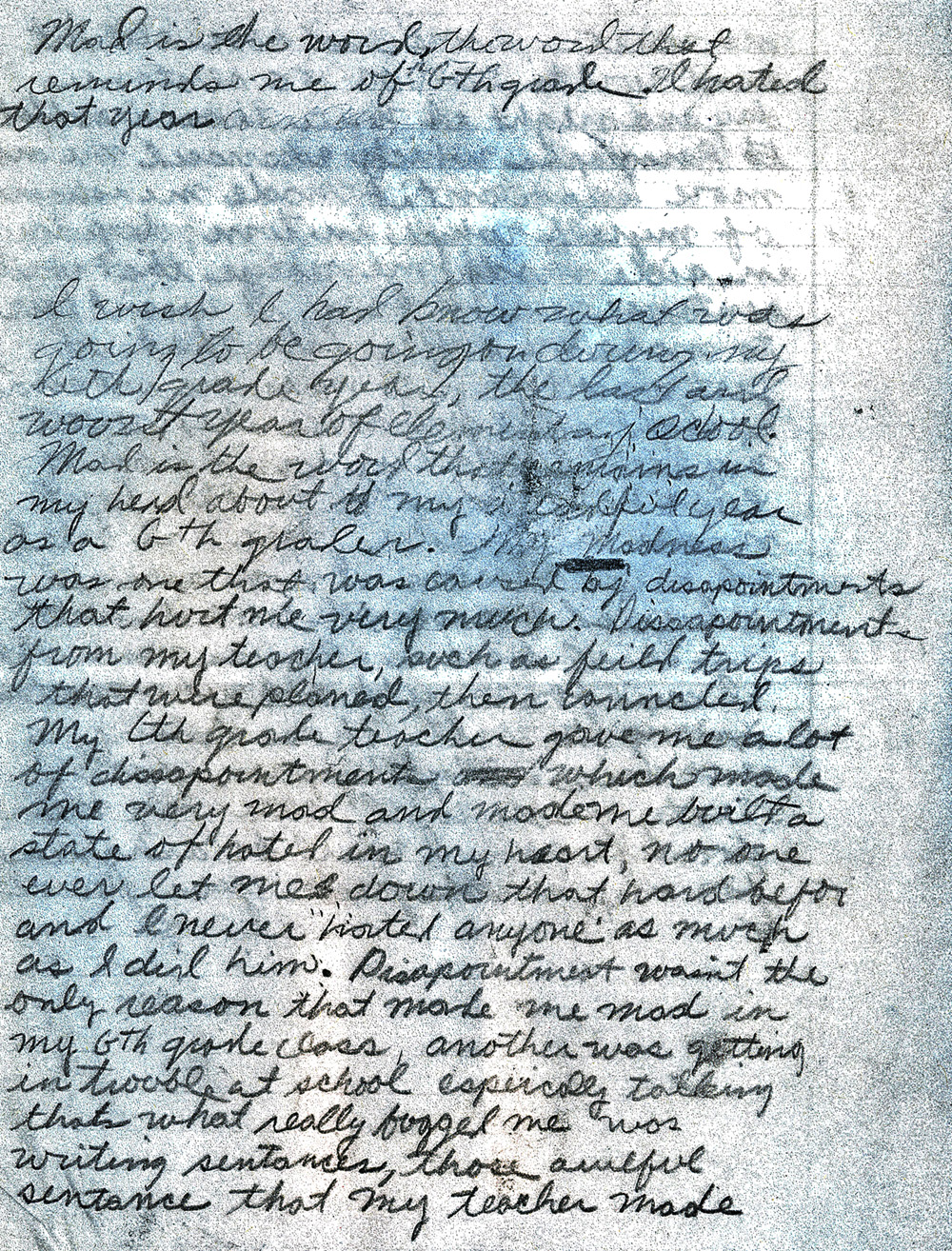
Document écrit par le tueur et commençant par ces mots : Mad is the Word....

Il devient policier en Californie, d'abord à Exeter de 1973 à 1976 puis à Auburn de 1976 à 1979, date à laquelle il est renvoyé de la police pour avoir volé du matériel. Il travaille ensuite comme mécanicien dans un entrepôt de Roseville, près de Sacramento, entre 1990 et 2017, puis prend sa retraite.

## Les faits

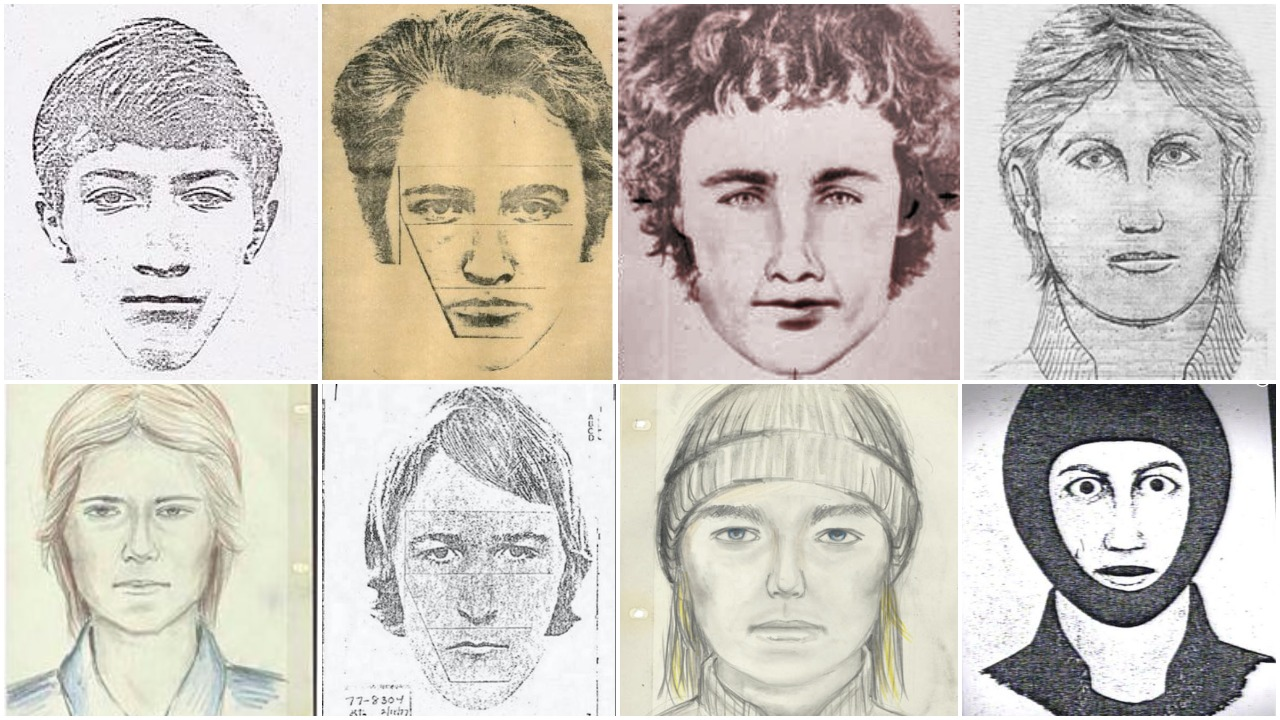
Portraits-robots du suspect dans les années 1970.

### Le«Vandale de Visalia»(1974- 1975)
En mars 1974, DeAngelo est un jeune policier de 28 ans. C'est à cette période qu'il commence à saccager des habitations dans le but d'y récupérer des armes et de l'argent. Il est ainsi surnommé le « Vandale de Visalia ».
Le premier cambriolage est perpétré le 19 mars 1974, lorsqu'une somme de 50 dollars en pièces est volée dans une tirelire. La plupart des activités du « Vandale de Visalia » consistent à entrer par effraction dans les maisons, à fouiller ou à détruire les biens du propriétaire, à disperser les sous-vêtements des femmes et à voler une gamme d'articles de faible valeur tout en ignorant souvent les billets de banque et les articles de plus grande valeur à la vue de tous.
Le « Vandale de Visalia » organise ou expose aussi souvent des objets dans la maison. Les articles vidés comprennent des tirelires et des bocaux à pièces et les objets volés comprennent souvent des timbres Blue Chip, des pièces étrangères ou historiques, ainsi que des objets personnels (tels que des boucles d'oreilles simples, des boutons de manchette, des bagues ou des médaillons), mais comprennent également six armes et divers types de munitions.
Le 30 novembre 1974, DeAngelo cambriole et saccage 12 habitations au cours de la même nuit.
Dans la soirée du 5 février 1975, DeAngelo rôde devant une résidence, située au 532 Whitney Lane (aujourd'hui South Whitney Street), habitée par Claude Snelling, un professeur de journalisme au College of the Sequoiasv, avec sa fille Beth, âgée de 16 ans. Vers 22 h 00, DeAngelo pénètre sous la fenêtre de Beth, où il est aperçu par le père de la jeune fille, puis prend la fuite. Snelling se rend porter plainte, mais demeure incapable d'établir un portrait-robot en raison du peu de temps passé avec le rôdeur.
En août 1975, DeAngelo retourne devant la maison des Snelling en espionnant Beth, qui passe la soirée avec son petit-ami. DeAngelo est de nouveau mis en fuite, après avoir été aperçu par Beth.
Dans la nuit du 31 août 1975, DeAngelo s'introduit au domicile de Patrick Mano et y dérobe un fusil à pompe Miroku MK38 sans être aperçu par ce dernier. Cette arme à feu volée sera utilisée lors des meurtres commis par DeAngelo.
Le 11 septembre 1975, DeAngelo se rend une troisième fois devant la maison des Snelling et s'introduit vers 2 heures du matin dans la chambre de Beth dans le but de la kidnapper. Claude Snelling est réveillé par le bruit, court par la porte arrière ouverte et tombe sur DeAngelo, portant un masque de ski dans son abri d'auto, maîtrisant sa fille par des menaces d'être poignardée ou abattue. DeAngelo saisit son revolver Miroku MK38 — qu'il a volé quelques jours plus tôt — et abat Snelling qui, touché par deux balles, est ramené en titubant dans la maison jusqu'à sa femme, avant de mourir de ses blessures. Après la fusillade, DeAngelo prend la fuite, laissant derrière lui un vélo volé au 615 Redwood Street. Après le meurtre, Beth Snelling, 16 ans, subit une hypnose afin de recueillir de plus amples détails. La police de Visalia engage également plus de ressources pour appréhender le Ransacker ainsi qu'une récompense de 4 000 $ (équivalent à 19 366 $ en 2021). Un portrait-robot du tueur est établi : « cheveux blonds », « environ 25 ans », « entre 1m75 et 1m80 ».
Dans la nuit du 12 décembre 1975, vers 22 h 30, DeAngelo entre, le visage masqué, dans la cour arrière d'une maison au 1505 W. Kaweah Avenue, près de l'endroit où le Ransacker avait été signalé. Lorsque le détective William McGowen (en surveillance à l'intérieur du garage) tente de détenir l'homme, le suspect hurle, enlève son masque et feint de se rendre après que McGowen ait tiré un coup de semonce. Cependant, après avoir sauté la clôture de la maison, à 15 h 01, DeAngelo sort également un revolver de la main gauche et tire une fois près du visage de McGowen, brisant sa lampe de poche. Des officiers à proximité se précipitent pour aider McGowen, tandis que DeAngelo prend la fuite. Les éléments recueillis comme preuves comprennent la lampe de poche, les pistes de chaussures de tennis et le butin abandonné, à savoir les timbres Blue Chip et une chaussette pleine de pièces.
Après ce méfait, DeAngelo cesse toute activité criminelle à Visalia.

### Le«Violeur du Secteur Est»(1976-1979)
En 1976, DeAngelo s'installe dans la région de Sacramento, dans laquelle ses crimes passent du cambriolage au viol.
Du 18 juin 1976 au 28 mai 1977, il viole et agresse sexuellement 23 jeunes filles et jeunes femmes. Après une interruption de trois mois, il sévit dans le comté voisin de San Joaquin, le 6 septembre 1977, avant de retourner à Sacramento pour dix agressions suivantes, à l'exception d'une seule. Surnommé « Violeur du Secteur Est », DeAngelo commet ses viols et agressions de manière si soutenue, au point que les enquêteurs demeurent convaincu qu'il finira par tuer.
Dans la nuit du 2 février 1978, Brian Maggiore, policier militaire à la base aérienne de Mather, et sa femme Katie Maggiore promènent leur chien dans la région de Rancho Cordova. DeAngelo rôde à proximité de leur domicile, près de l'endroit où cinq attaques du violeur ont eu lieu, se saisit de son arme à feu et tire sur Brian et Katie, qui sont mortellement touchés. Lors de la découverte des corps, un lacet de chaussure est retrouvé à proximité. L'enquête ouverte pour ce double meurtre est rapidement liée au « Violeur du Secteur Est », du fait de la proximité des lieux.
DeAngelo attaque cinq fois au cours de l'été 1978 dans les comtés de Stanislaus et de Yolo, avant de disparaître à nouveau pendant trois mois. Les agressions sont ensuite déplacées principalement dans le comté de Contra Costa entre octobre 1978 et juillet 1979.

### Le«Premier Traqueur Nocturne»(1979-1986)
Le 1er octobre 1979, DeAngelo s'introduit au domicile d'un couple de Goleta qu'il ligote. Alarmés de l'entendre se dire « Je vais les tuer », l'homme et la femme tentent de s'échapper lorsque DeAngelo quitte la pièce. La femme hurle et parvient à déclencher l'alarme. Entendant le bruit, DeAngelo prend la fuite à l'aide de sa bicyclette. Un voisin, travaillant en tant qu'agent du FBI, a réagi au bruit de l'alarme et poursuit DeAngelo, qui abandonne sa bicyclette et un couteau en s'enfuyant à pied à travers les arrière-cours du quartier.
Dans la nuit du 29 au 30 décembre 1979, DeAngelo s'introduit au domicilie de Robert Offerman, 44 ans, et Debra Alexandra Manning, 35 ans, et les assassine à l'aide d'une arme à feu, les voisins entendant des coups de feu. Ces derniers sont retrouvés morts par balles dans l'appartement d'Offerman sur l'Avenida Pequena à Goleta. Les liens d'Offerman sont défaits, ce qui indique qu'il s'était jeté sur l'agresseur. Des empreintes de pattes d'un gros chien sont également trouvées sur les lieux, ce qui a fait penser que le tueur en avait peut-être amené un avec lui. Le double meurtre est relié à l'attaque précédente par des empreintes de chaussures et de la ficelle utilisée pour attacher les victimes.
Dans la nuit du 12 au 13 mars 1980, DeAngelo s'introduit chez Charlene Smith, 33 ans, et Lyman Smith, 43 ans, dans leur maison de Ventura. Charlene Smith est violée. DeAngelo ligote le couple puis se saisit d'une bûche provenant d'un tas de bois, situé sur le côté de la maison, et les frappe à mort, avant de prendre la fuite. Lors de la découverte des corps, les policiers découvrent qu'un nœud chinois a été utilisé sur les poignets de Charlene : le même nœud a été remarqué dans les attaques des violeurs de la région Est, dont au moins un cas confirmé a été rendu public.
Dans la nuit du 18 au 19 août 1980, Keith Eli Harrington, 24 ans, et Patrice Briscoe Harrington, 27 ans, sont tués à coups de matraque dans leur maison de Cockleshell Drive, dans le quartier fermé de Niguel Shores à Dana Point. Lors du double meurtre, DeAngelo viole Patrice Harrington. Le couple est retrouvé mort au cours de la journée. Bien qu'il y ait des preuves que les poignets et les chevilles des Harrington aient été liés, aucune arme du crime ou ligature n'est retrouvée sur les lieux. Le frère de Keith, Bruce, dépensera par la suite près de 2 millions de dollars pour soutenir la proposition 69 de la Californie, autorisant le prélèvement de l'ADN de tous les criminels californiens et de certains autres criminels extérieurs à ce département.
Dans la nuit du 5 au 6 février 1981, DeAngelo s'introduit chez Manuela Witthuhn, 28 ans, la viole et l'assassine à son domicile d'Irvine. Bien que la victime soit mariée, son mari est absent lors du meurtre car ce dernier est hospitalisé. Bien que le corps de Witthuhn porte des traces de ligature avant d'être matraqué, aucune arme du crime ou ligature n'est retrouvée. La télévision de Witthuhn est retrouvée dans l'arrière-cour, laissant penser à une tentative du tueur de faire passer le crime pour un cambriolage raté.
Dans la nuit du 26 au 27 juillet 1981, Cheri Domingo, 35 ans, et Gregory Sanchez, 27 ans, sont tués à leur tour dans la résidence de Domingo sur Toltec Way à Goleta (plusieurs pâtés de maisons au sud du condominium de Robert Offerman), où Domingo vivait temporairement. DeAngelo entre dans la maison par une petite fenêtre de la salle de bain, avant de tuer le couple par balles puis par matraque à l'aide d'un outil de jardinage. Il s'agit des onzième et douzième victimes de DeAngelo, tuées depuis 1975.
DeAngelo frappe pour la dernière fois, le 4 mai 1986, en s'introduisant au domicile de Janelle Lisa Cruz, 18 ans. La jeune fille est seule car sa famille est partie en vacances au Mexique. Il la viole et la matraque dans sa maison d'Irvine. Lors de la découverte du corps, les policiers pensent qu'une clé à pipe, dont la disparition a été signalée par le beau-père de Cruz, a été l'arme du crime.

## L'enquête

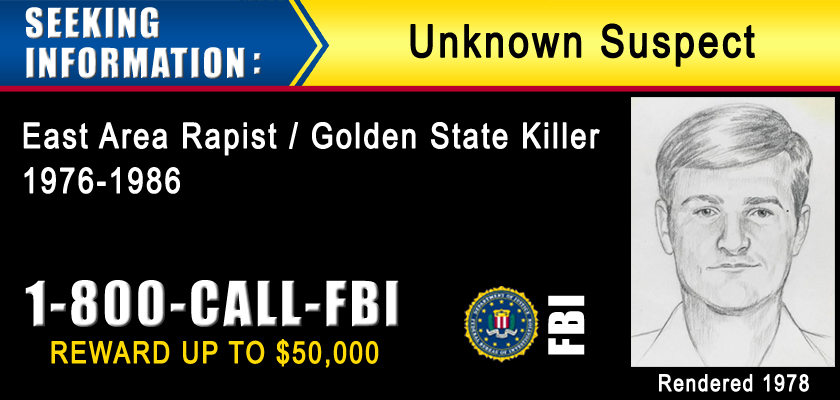
Avis de recherche lancé par le FBI, avec une récompense de 50 000 dollars.

### Recherches infructueuses
Après mai 1986, DeAngelo cesse toute activité criminelle. Il est alors âgé de 40 ans lorsqu'il commet ce dernier meurtre. Assassin insaisissable, DeAngelo figure en tant que tueur en série le plus prolifique de Californie.
Les policiers remarquent que sa façon d'opérer ne varie pas : l'homme entre par effraction chez ses victimes, en pleine nuit, les traits dissimulés par un passe-montagne, puis les aveugle en braquant une lampe de poche sur leur visage, avant de les ligoter.
En 1997, les enquêteurs, qui n'attribuaient jusque-là que les faits commis entre 1979 et 1986, font un rapprochement avec les crimes du « Violeur du Secteur Est », perpétrées entre 1976 et 1979. Il avancent également que les viols et le meurtre commis par le « Vandale de Visalia » un peu plus tôt, en 1974-1975, lui soient eux aussi imputables : la police poursuit ses investigations sur ce point et effectuent des expertises ADN pour confirmer qu'il s'agit du même auteur.
Le 6 mars 2001, les traces contenant l'ADN du tueur démontrent que le « Premier Traqueur Nocturne » et le « Violeur du Secteur Est » sont la même personne. La police n’est cependant pas en mesure d'établir un lien avec le « Vandale de Visalia », du fait de l'absence d'empreintes et de traces ADN. Le tueur en série est dès lors surnommé le « Golden State Killer » (traduit « Tueur du Golden State »).
À ce stade, les policiers envisagent que la fin des crimes coïncide possiblement avec la mort de l'hypothétique tueur en série. Toutefois, les enquêteurs reçoivent le témoignage d'une ancienne victime, qui signale avoir reçu un coup de fil du criminel, le 6 avril 2001, lui demandant si elle se souvenait de son agression.

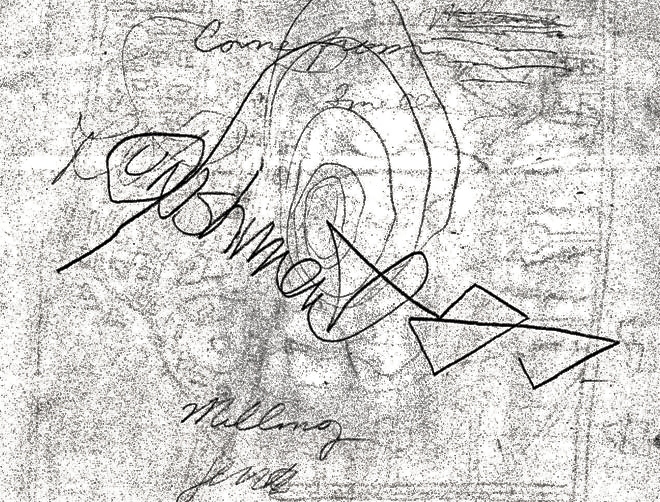
Document autographe du tueur comportant le mot punishment (« châtiment ») en travers de la page.

### Analyses ADN
Le « plus froid des cold cases », selon la formule de Michelle McNamara, est rouvert en 2016 par la procureure du comté de Sacramento Anne Marie Schubert après 40 ans de recherches infructueuses.
À partir de juin 2016, le FBI promet 50 000 $ pour qui aurait des informations menant à l'arrestation du tueur.
Les enquêteurs utilisent des échantillons d'ADN recueillis sur les lieux du crime pour déterminer le profil génétique du tueur, puis entrent ce profil dans une base de données généalogiques en ligne, GEDmatch. Ils examinent ensuite les arbres généalogiques afin de trouver des correspondances avec ce profil. Si le tueur n'a pas transmis son ADN sur Internet, au moins un membre de sa famille l'a fait.
Le 18 avril 2018, les recherches se concentrent sur un ancien policier californien, Joseph James DeAngelo, 72 ans. Selon le Los Angeles Times, les enquêtes ont permis de retrouver un ADN qui correspond à des cousins éloignés du suspect, aux troisième, quatrième ou même cinquième degrés, en remontant les arbres généalogiques jusqu'à ses arrière-arrière-arrière-grands-parents.
Les services du shérif le placent alors sous surveillance et récoltent un nouvel échantillon d'ADN, prélevé sur la portière de sa voiture : ils constatent qu'il est identique à celui découvert sur une dizaine de lieux de crime. Pour plus de sûreté, un deuxième échantillon est prélevé (sur un mouchoir ramassé dans la poubelle du suspect devant son domicile), apportant confirmation du premier,.

### Arrestation, incarcération et condamnation
Joseph DeAngelo est arrêté devant son domicile de Citrus Heights dans la banlieue nord de Sacramento en Californie le 25 avril 2018, avant d'être placé en détention pour ses crimes,.
Divorcé, père de trois filles, il vit avec l'une de ses filles et une petite-fille lors de son arrestation.
DeAngelo fait l'objet de nombreux chefs d'accusation dans plusieurs comtés californiens, dont ceux d'Orange et de Ventura. Les enquêteurs le soupçonnent d'être l'auteur de 13 meurtres, d'une cinquantaine de viols, parfois avec circonstances aggravantes, et d'environ 120 cambriolages. Il a été placé en détention à la prison du comté de Sacramento.
Le 29 juin 2020, DeAngelo plaide coupable pour 13 meurtres et reconnaît des dizaines de viols, prescrits, notamment sur des mineures de 13 ans,,. À la suite de cet accord avec le procureur, il échappe à la peine de mort. Il est condamné le 21 aout 2020 à onze peines de prison à perpétuité consécutives sans possibilité de libération.